# Ala 23
El Ala 23 es una unidad del Ejército del Aire de España que se encuentra en la Base Aérea de Talavera la Real con dependencia orgánica del Mando Aéreo General y operativa del Mando Aéreo de Personal. Además, depende del Mando Aéreo de Combate a efectos de preparación de la Fuerza y cuando por sus capacidades puedan actuar como unidades de combate o apoyo al combate.
El Ala 23, dotada con aviones F-5 tiene como misión principal impartir la enseñanza de formación, tanto teórica como de vuelo (Fase de Caza y Ataque) a los alumnos del 5º Curso de la Academia General del Aire con formación básica de piloto, que son seleccionados para realizar la citada fase.
Así mismo cuenta con tres escuadrones:
- 231 Escuadrón
 Compuesto por los instructores de vuelo. Los pilotos son conocidos como los "Patas Negras".
- 232 Escuadrón
 Formado por los alumnos del curso de Caza y Ataque.
- 233 Escuadrón
 Aquí se encuadra el UAV Predator B, también conocido como REAPER; una aeronave pilotada remotamente que realiza misiones ISR. Cuenta en la actualidad con 04 aeronaves, sin armamento aún.

## Historia
La Escuela de Reactores, hoy Ala 23, se creó el 10 de diciembre de 1953, ubicándose en la denominada a partir de entonces Base Aérea de Talavera la Real, situada a unos 13 kilómetros de la ciudad de Badajoz, siendo su primer Jefe el entonces Teniente Coronel D. José Ramón Gavilán y Ponce de León y sucediéndose de manera cronológica hasta la fecha, un total de dieciocho Coroneles en el mando de esta Unidad.

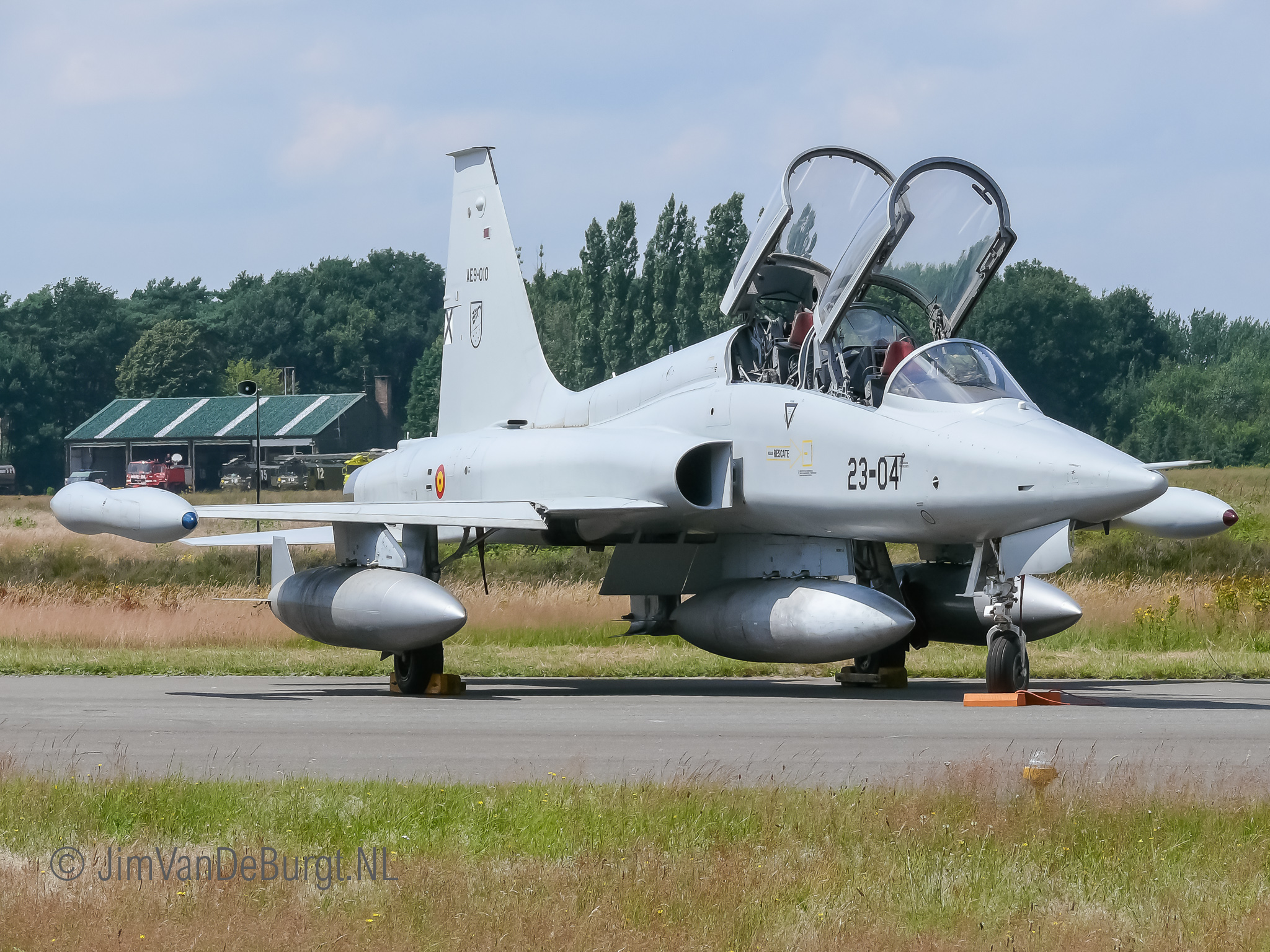

La creación de la Escuela fue la respuesta a la necesidad de nuevas enseñanzas para la formación de los pilotos que compondrían las Unidades de Caza, dotadas hasta entonces de material convencional y que, a partir de 1953, pasaron a contar con modernos aviones a reacción.
El 24 de marzo de 1954, toman tierra en la Base Aérea de Talavera los seis primeros aviones T-33A "Shooting Star" fabricado por Lockheed que, en virtud del primer acuerdo Hispano-Americano (1953), formarían parte de la flota de la Escuela de Reactores.
En el mes de octubre de 1958, y con objeto de conseguir una mayor capacitación del personal designado para efectuar los Cursos de Reactores, se dota a la Escuela con aviones F-86 "Sabre", realizándose, desde entonces y hasta junio de 1969, el curso en dos partes consecutivas: la primera en material T-33 y la segunda en material F-86 "Sabre".
El avión T-33 estuvo en servicio a la Escuela de Reactores hasta el 3 de noviembre de 1969, siendo utilizado en 49 cursos de reactores y habiendo realizado 79 297 horas de vuelo.
El avión F-86 estuvo en servicio en la Escuela de Reactores hasta el mes de noviembre de 1970, tomando parte en 32 cursos de reactores y habiendo efectuado 27 029 horas de vuelo. Ese mismo mes se comienza a dotar a la Escuela de Reactores de un nuevo avión, el F-5B, empleándose por primera vez en el 50.º Curso de Reactores, en el mes de septiembre de 1971.
El 4 de noviembre de 1976, se alcanzaron las 25 000 horas de vuelo en avión F-5, cumpliéndose las 50 000 horas el 15 de octubre de 1982.
La Escuela de Reactores pasó a denominarse Ala 23 de Instrucción de Caza y Ataque el 23 de marzo de 1987.
El 9 de mayo de 1988 se cumplieron 75 000 horas de vuelo en F-5.
En el mes de noviembre de 1992, pasaron a formar parte de la dotación de aviones del Ala 23, los F-5/A y F-5 RF que dotaban el Ala 21 con sede en la Base Aérea de Morón de la Frontera (Sevilla).
El 11 de abril de 1996 se alcanzaron las 100 000 horas de vuelo en el F-5 y, hasta la fecha, en este material, se han impartido 40 cursos y se han efectuado 121 368 horas de vuelo.